# 八幡新田駅
八幡新田駅（やわたしんでんえき）は、愛知県東海市加木屋町にある名古屋鉄道河和線の駅。駅番号はKC04。

## 歴史
- 1931年（昭和6年）4月1日 - 知多鉄道の駅として開業。
- 1943年（昭和18年）2月1日 - 知多鉄道が名古屋鉄道に合併。
- 1950年（昭和25年）11月13日 - 無人化[2]。
- 2007年（平成19年）
  - 駅舎新設[3]。
  - 3月6日 - 駅集中管理システム導入。
  - 3月14日 - トランパス導入。
- 2011年（平成23年）2月11日 - ICカード乗車券「manaca」供用開始。
- 2012年（平成24年）2月29日 - トランパス供用終了。

## 駅構造
6両編成対応の相対式2面2線ホームを有する地上駅。駅集中管理システム導入の無人駅で、上下線共に知多半田、太田川寄りに駅舎が設置されている（駅舎数は上下線で4つもある）。上りに設置されている自動券売機はタッチパネル式である。また、一時閉鎖となっていた太田川寄りの出入り口は駅舎新設により2007年8月21日から利用可能となった。manacaが利用できる。太田川寄りの改札口（北改札口）には自動精算機がない。
| 番線 | 路線      | 方向 | 行先                         |
| ---- | --------- | ---- | ---------------------------- |
| 1    | KC 河和線 | 下り | 河和・内海方面               |
| 2    | KC 河和線 | 上り | 太田川・金山・名鉄名古屋方面 |

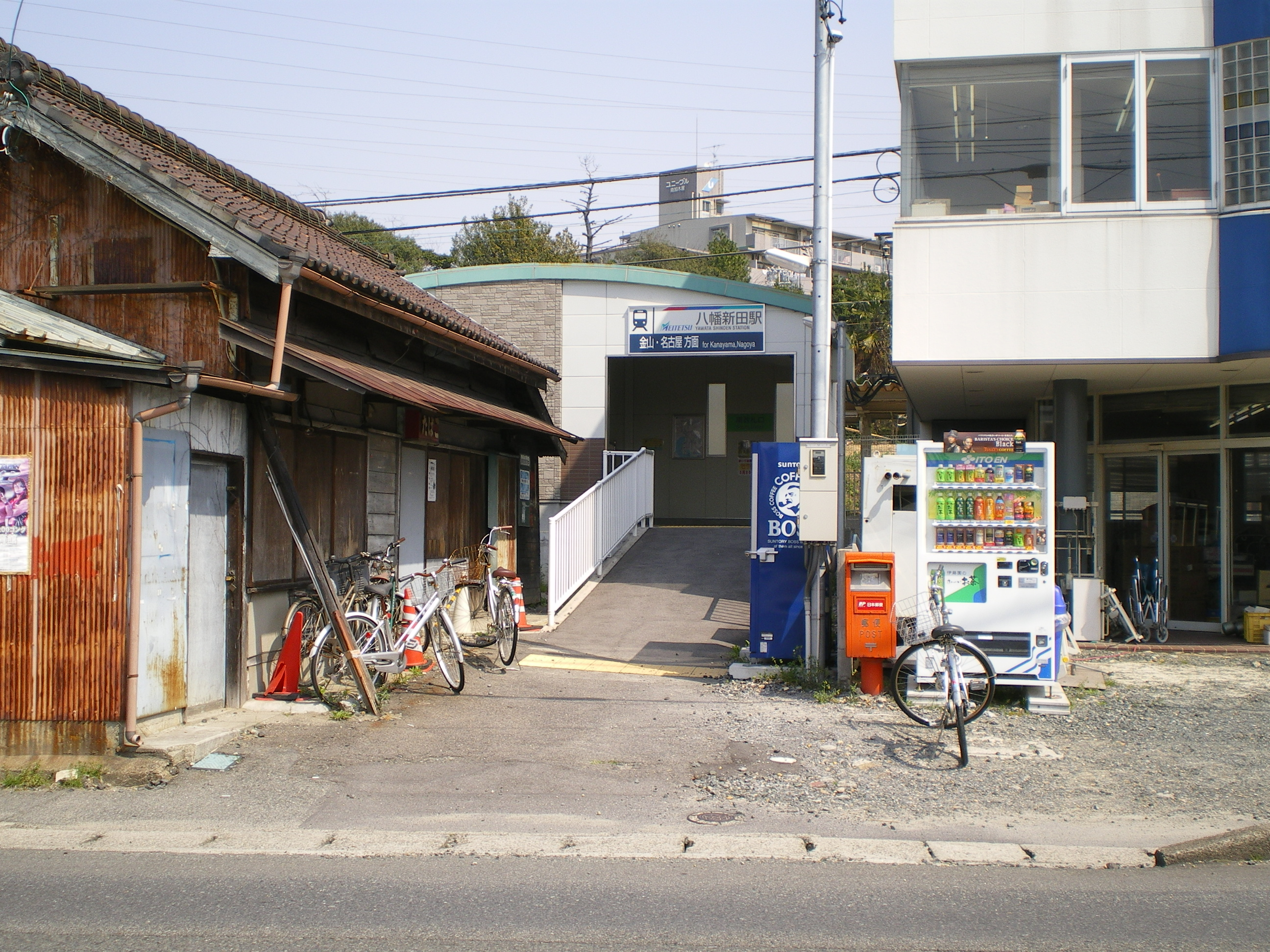
南改札口（太田川方面）
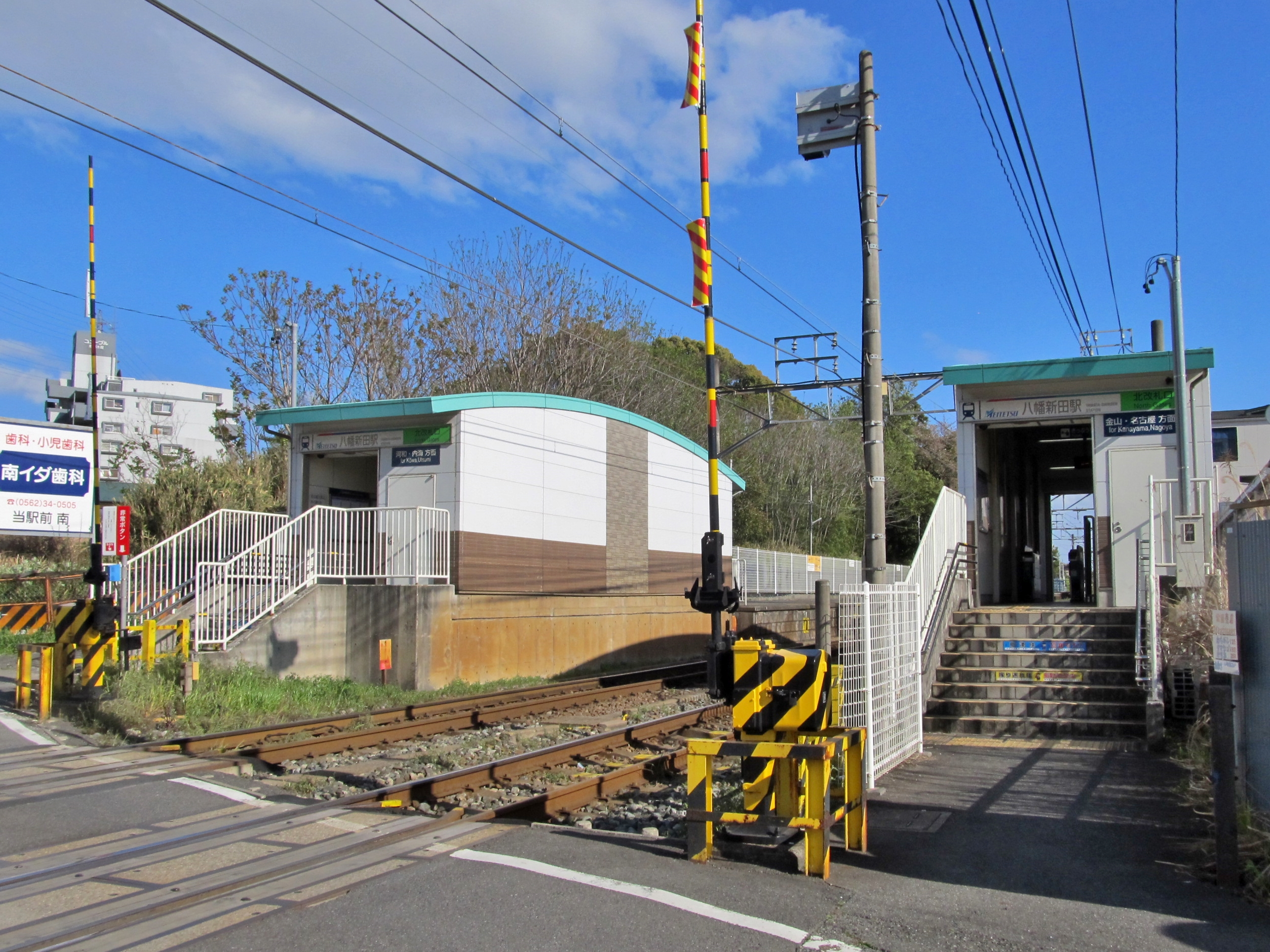
北改札口
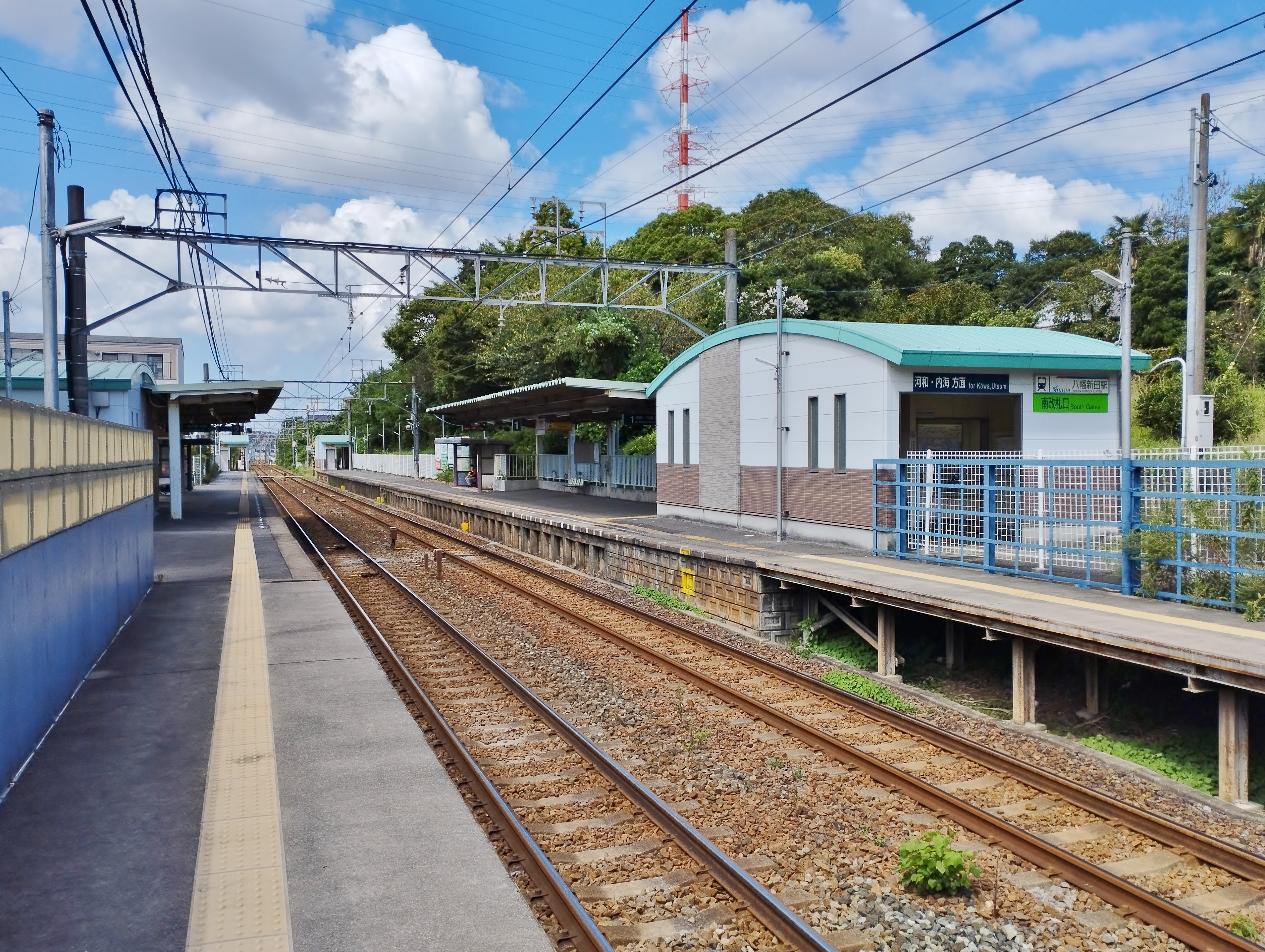
ホーム
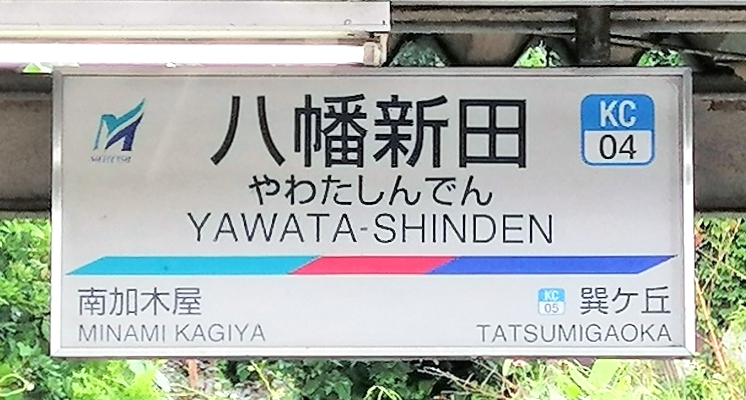
駅名標

### 配線図
| ← 太田川・ 名古屋方面 | 八幡新田駅 構内配線略図 | → 知多半田・ 河和方面 |
| 凡例 出典:            |                         |                       |

## 利用状況
- 『名鉄120年：近20年のあゆみ』によると2013年度当時の1日平均乗降人員は2,341人であり、この値は名鉄全駅（275駅）中169位、河和線・知多新線（24駅）中12位であった[6]。
- 『名古屋鉄道百年史』によると1992年度当時の1日平均乗降人員は2,665人であり、この値は岐阜市内線均一運賃区間内各駅（岐阜市内線・田神線・美濃町線徹明町駅 - 琴塚駅間）を除く名鉄全駅（342駅）中151位、河和線・知多新線（26駅）中13位であった[7]。

「東海市の統計」、「移動等円滑化取組報告書」によると、近年の1日平均乗降人員は下表のとおりである。 
| 年度               | 1日平均 乗降人員 |
| ------------------ | ---------------- |
| 2009年（平成21年） | 2,256            |
| 2010年（平成22年） | 2,168            |
| 2011年（平成23年） | 2,166            |
| 2012年（平成24年） | 2,225            |
| 2013年（平成25年） | 2,341            |
| 2014年（平成26年） | 2,363            |
| 2015年（平成27年） | 2,407            |
| 2016年（平成28年） | 2,401            |
| 2017年（平成29年） | 2,486            |
| 2018年（平成30年） | 2,605            |
| 2019年（令和元年） | 2,635            |
| 2020年（令和02年） | 2,210            |
| 2021年（令和03年） | 2,282            |

## 駅周辺
「八幡新田」はかつて原新田や寺本新田と呼ばれた地で、八幡新田駅の西方、東海市に隣接する知多市の東部地区に概ね相当する。

### 主な施設
- 知多市立新田保育園
- 知多市立新田小学校
- 東海市立加木屋南小学校
- 知多原郵便局
- テニスラウンジ東海
- ビッグ・エス加木屋
- ドラッグスギヤマ加木屋店
- ヤマダ電機テックランド東海店
- 加木屋南公園

### バス路線
- 東海市循環バス（らんらんバス）「陀々法師」バス停(駅から徒歩6分程度)
  - 南ルート(昼間のみ)
  - 系統5 加木屋デイサービスセンター・南加木屋駅東経由 加木屋車庫前行き
  - 系統6 南加木屋駅西・西知多総合病院経由 太田川駅前方面行き
- 知多市コミュニティ交通（あいあいバス）
  - 北部コース 東大平地バス停
  - 系統1 巽ヶ丘駅西経由 イトーヨーカドー前方面行き
  - 系統2 西知多総合病院経由 朝倉駅前方面行き
  - 東部コース 東大平地バス停
- 東浦町運行バス（うらら）
  - C東ヶ丘線 新田分団詰所バス停

## 隣の駅
名古屋鉄道
KC 河和線
■特急・□快速急行・■急行・■準急
通過
■普通
南加木屋駅（KC03） - 八幡新田駅（KC04） - 巽ヶ丘駅（KC05）